# Santa Anita, Xilitla
Santa Anita är en ort i Mexiko.   Den ligger i kommunen Xilitla och delstaten San Luis Potosí, i den centrala delen av landet, 210 km norr om huvudstaden Mexico City. Santa Anita ligger 1 263 meter över havet och antalet invånare är 249.
Terrängen runt Santa Anita är bergig österut, men västerut är den kuperad. Runt Santa Anita är det ganska tätbefolkat, med 72 invånare per kvadratkilometer. Närmaste större samhälle är Xilitla, 9,4 km nordost om Santa Anita. I omgivningarna runt Santa Anita växer huvudsakligen savannskog.